# Paulina Òdena García
Paulina Òdena García, més coneguda com a Lina Òdena (Barcelona, 22 de gener de 1911 - Embassament del Cubillas, Granada, 14 de setembre de 1936), fou una militant i dirigent comunista, miliciana durant la guerra civil espanyola, heroïna de la República.

## Infància
Va néixer a Barcelona el 22 de gener de 1911. Els seus pares tenien una sastreria al barri de l'Eixample. Lina va ajudar-los en el negoci familiar quan encara era una adolescent, primer fent d'aprenenta i més tard com a modista.

## Militància comunista

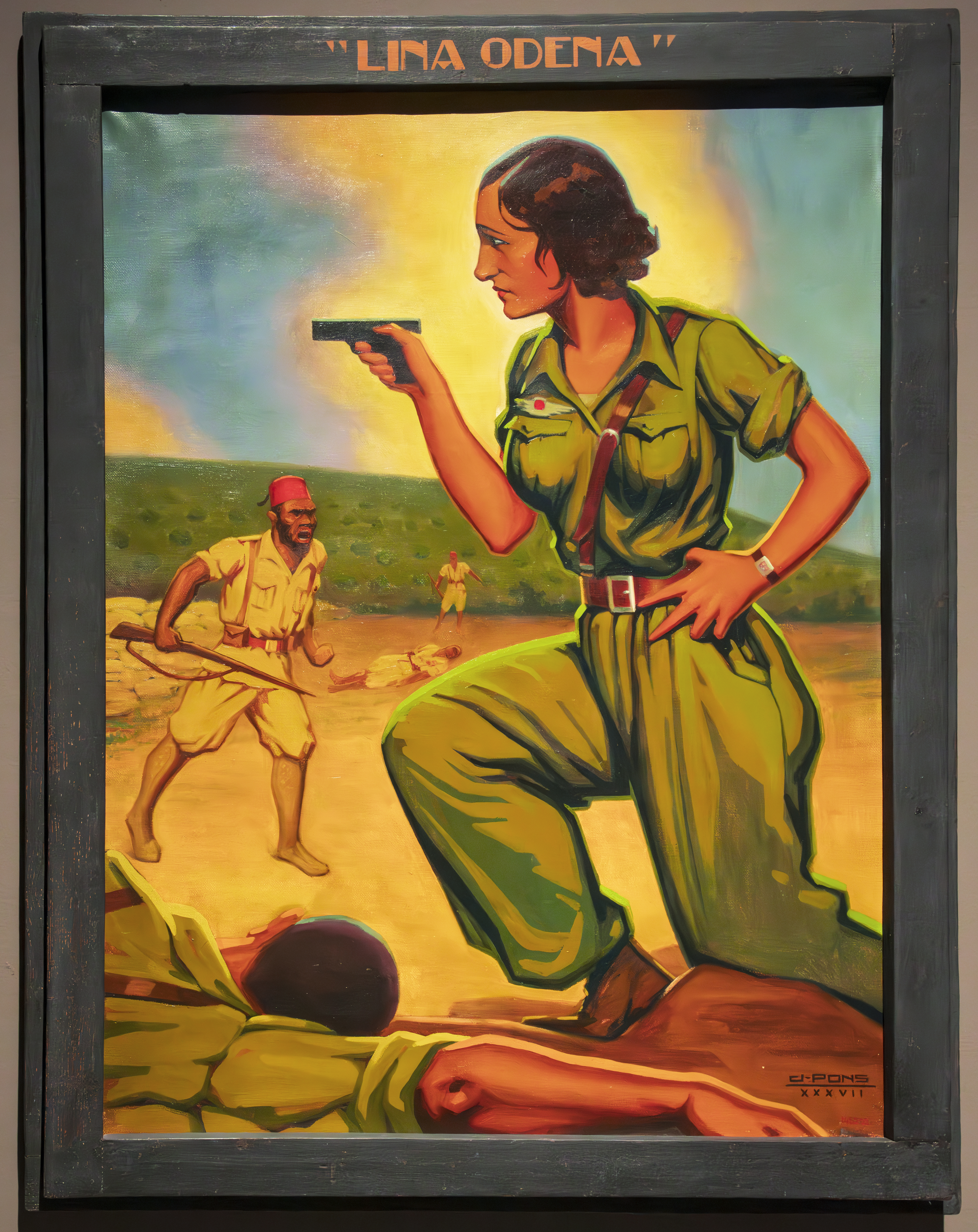
J.Pons - Museu Nacional d'Art de Catalunya

L'any 1931 s'instaurà la Segona República Espanyola i, per primer cop en la història d'Espanya, la Constitució recollí el dret de les dones a participar en política. Aquell mateix any, Lina Òdena, que ja pertanyia a les Joventuts Comunistes, marxà a formar-se durant catorze mesos a l'escola Marxista-Leninista de Moscou, lloc on es formaren els futurs quadres polítics, amb la intenció d'aplicar les ensenyances a la reconstrucció del país.
Quan tornà, participà en la creació del Partit Comunista de Catalunya i formà part del Buró Nacional del Partit Comunista d'Espanya com a delegada a Catalunya. En celebrar-se el III Congrés de les UJC, Lina formarà part del Buró Nacional del PCE com a delegada per a Catalunya. L'any 1933 fou nomenada secretària general de les Joventuts Comunistes de Catalunya i candidata al Parlament de la República. Les eleccions, no obstant això, les guanyà la dreta. L'octubre de 1934, amb motiu de l'entrada de membres de la CEDA al govern, es produí una revolució armada que va triomfar durant dues setmanes a Astúries. Òdena, que s'havia integrat a Aliança Obrera i a Socors Roig Internacional, participà el 6 d'octubre de 1934 en la lluita armada a Sant Cugat i Barcelona, i fou detinguda per la seva tasca clandestina d'acollida de nens orfes de miners asturians.

## Els Fets del sis d'octubre i la clandestinitat
Quan a Catalunya es va produir la revolta d'octubre de 1934, Òdena va ser una de les poques dones que va agafar el fusell, participant activament en els combats de la carretera de la Rabassada i a Sant Cugat. Quan fracassà el moviment la Lina passà a la clandestinitat i va formar part del també clandestí Socors Roig Internacional, sent detinguda i fitxada a Barcelona per la policia l'agost de 1935. Durant el mes següent Lina va participar en el IV Congrés de la Internacional Juvenil Comunista (IJC) que va tenir lloc a Dinamarca, on es decidí la unificació de les joventuts comunistes amb les altres joventuts revolucionàries.

## El Front Popular
La mobilització de tota l'esquerra, unida en el Front Popular per a les eleccions convocades el febrer el 1936, portarà Lina Òdena a Madrid, on començarà per a ella una etapa de treball acompanyant Dolores Ibárruri, la Pasionaria, en els mítings que va realitzar per Astúries, Madrid, Sevilla o Còrdova. Després de la victòria del Front Popular va participar a Barcelona a les darreres converses que segellaren la unificació de les joventuts marxistes i que donaren lloc a l'abril a la Joventuts Socialistes Unificades de Catalunya (JSUC).

## La guerra civil espanyola
La guerra sorprendrà Lina a Almeria, on va participar activament en els combats que hi van tenir lloc i on jugaren també un paper important dues companyies d'aviació que van fugir de Granada. Pocs dies després la van nomenar representant del comitè local. Com a símbol d'aquest càrrec Òdena va lluir amb orgull, sobre el seu mono de miliciana, les ales de l'aviació des d'aquell dia i fins a la seva mort, tal com testifiquen les seves últimes fotografies.
Òdena formà part d'una columna de milicians, d'antics soldats de l'aviació i de mariners procedents d'Almeria. Li fou assignada la missió de prendre Guadix i més tard Motril. Durant aquest temps va fer uns viatges breus a Madrid i Barcelona per aconseguir armes, i retornà ràpidament al front andalús.
El 14 de setembre de 1936, prop de Granada, al costat del Pantà de Cubillas, el xofer que acompanyava Lina pren un camí equivocat en un encreuament, que els portarà a un control falangista. Abans de caure presonera de l'enemic, va treure la seva pistola i es va suïcidar d'un tret. El cos de Lina Òdena reposava fins fa uns anys en la fossa 122, del Pati de l'Ermita, al cementiri de Granada, però com que no fou reclamat per ningú les seves restes van passar a engrossir una fossa anònima.

## Icona popular
| «                                                               | L'estiu del 1936 la figura heroica de la miliciana es va convertir ràpidament en el símbol de la mobilització del poble espanyol contra el feixisme. Dones com la jove activista Lina Òdena van personificar la resistència antifeixista a les llegendes de la guerra. Òdena era una destacada dirigent de les JSU, el del moviment juvenil comunista, i secretària general del Comitè Nacional de Dones Antifeixistes. Va lluitar al sud d'Espanya al començament de la guerra i es va llevar la vida al setembre de 1936, quan estava a punt de ser capturada pel temible cos nord-africà de tropes mores de Franco, al front de Granada | » |
| — Mary Nash, Rojas. Las mujeres republicanes en la guerra civil | |   |

Esdevingué icona de la mobilització popular contra el franquisme gràcies a la seva participació com a miliciana en els primers combats de la guerra civil espanyola, sent exemple per a moltes dones que van decidir posar-se al costat dels seus companys, primer organitzant la classe treballadora i després al davant de les trinxeres, refusant d'aquesta manera el paper tradicional atribuït a les dones durant la primera meitat del segle xx. Va existir un batalló amb el seu nom.
Uns jardins a Barcelona porten el seu nom.